# Övergångsrit

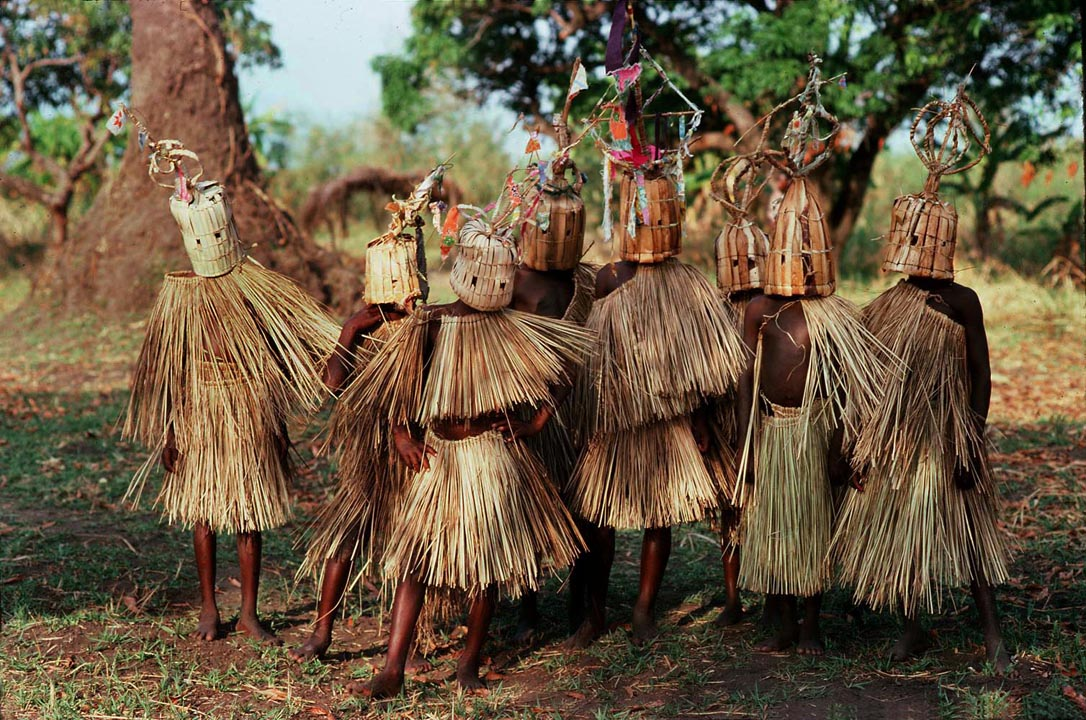
Pojkar från klanen Yao i Malawi under en övergångsrit.

En övergångsrit är en rit som markerar en persons övergång från ett stadium i livet till ett annat (från en social status till en annan). Övergångsriter brukar sammanfalla med familjehögtider. Riterna brukar åtföljas av en fest såsom dopfest, konfirmationsfest och bröllop. Ibland får den inblandade ett (nytt) namn i och med riten; vid dop eller giftermål. Vid riten får den aktuella personen inte sällan gå igenom en prövning, som vid möhippor eller svensexor.

## Varianter och betydelse
I nästan alla kulturer på jorden finns följande typer av övergångsrit:
- välkomnande av en nyfödd – ofta tillsammans med namngivning.
- barnets inträde i vuxenvärlden; mandomsprov eller liknande
- instiftande av äktenskap
- farväl av en avliden

Övergångsritualer behöver inte nödvändigtvis vara av religiös natur. Inom vetenskaper som exempelvis etnologi och sociologi används begreppet ofta för att beskriva små övergångar i vardagslivet, exempelvis mellan arbetstid och fritid. Afterwork-traditionen är att bra exempel på en aktivitet som har en symbolisk funktion, även om vi kanske inte uppfattar den som en ritual.
Begreppet initiation används även för att beteckna den psykologiska strukturförvandling som möjliggörs eller tydliggörs av invigningsriterna i de gamla mysterieskolorna, och även i dagens esoteriska ordenssällskap. 
1909 publicerade den franske folkloristen Arnold van Gennep boken Les Rites de passage. I den hävdade han att initiationsriter består av tre faser, en separationsfas, en liminalfas (också kallad övergångsfas) och en inkorporeringsfas. van Gennet uppmärksammade i boken de tydliga likheter som motsvarande ceremonier hade i olika kulturer över hela världen.

## Olika namn
Ordet övergångsrit är i svenskan ett översättningslån från franskans rite de passage. Alternativa ord för samma sak är det raka lånordet passagerit, och baserat på kopplingen till initiation (invigning) finns även initiationsceremoni och initiationsrit. Den internationella termen för begreppet är detsamma som franskans rite de passage, men även engelskans rite of passage är väl spridd.

## Typer av övergångsriter
Övergångsriter finns av många olika slag, i många olika kulturer, med koppling till religion eller inte. Här listas några olika varianter:
Religiösa eller icke-religiösa
- Vigsel
- Begravning

Inom kristendom
- Dop
- Konfirmation

Inom judendom
- B'rit mila
- Bat mitzva
- Bar mitzva

Icke-religiösa
- Barnvälkomnande
- Borgerlig konfirmation
- Quinceañera
- Studenten (skolan)
- Lumpen (värnplikten)
- Nollning intagning till skola/högskola
- Promotion (ceremoni)
- Reception (ordensväsen)
- Sweet sixteen
- Mandomsprov
- Borgerlig vigsel
- Borgerlig begravning